# Shota Imai
Shota Imai (今井 昌太 Imai Shota?), född 16 juli 1984 i Nagano prefektur, är en japansk fotbollsspelare.
Imai började sin karriär 2007 i Matsumoto Yamaga FC. Han spelade 78 ligamatcher för klubben. 2012 flyttade han till Blaublitz Akita. 2013 flyttade han till MIO Biwako Shiga. Han gick tillbaka till Blaublitz Akita 2014. Han avslutade karriären 2014.